# 10 Rules for Sleeping Around
10 Rules for Sleeping Around è un film del 2013 diretto da Leslie Greif.

## Trama
Ben e Kate sono una coppia in procinto di sposarsi. I loro migliori amici, Vince e Cameron, sono sposati da anni ed hanno 10 particolari regole per mantenere il loro rapporto emozionante.